# Bråmobo
Bråmobo is een plaats in de gemeente Mora in het landschap Dalarna en de provincie Dalarnas län in Zweden. De plaats heeft 66 inwoners (2005) en een oppervlakte van 29 hectare.